# Cool Me Down
«Cool Me Down» es una canción del DJ y productor polaco Gromee y la cantante rumana Inna, estrenada como sencillo en formato digital y streaming el 23 de abril de 2021 a través de Sony Music Entertainment. Perteneciente a su EP, Tiny Sparks (2022), Gromee compuso la letra junto con Nicholas Audino, Moa Hammar, Lewis Hughes, Cassandra Ströberg y Te Whiti Warbrick. Tras su lanzamiento, el tema recibió comentarios positivos por parte de la crítica especializada, que elogió su ritmo pegadizo y la describió como una pista dance que trata acerca de la pasión que sienten dos personas con similares características. Gromee publicó el video oficial para el sencillo en su canal oficial en YouTube en el día de su estreno, mientras que Inna, para una mayor promoción, interpretó la canción en directo junto con el DJ para el evento Polsatu, auspiciado por el canal polaco del mismo nombre y la estación de radio del país RMF FM, en agosto de 2021. Desde el punto de vista comercial, «Cool Me Down» fue un éxito moderado en las listas; alcanzó el puesto número dos en Polonia y obtuvo un disco de oro otorgado por la Sociedad Polaca de la Industria Fonográfica (ZPAV).

## Antecedentes y estreno

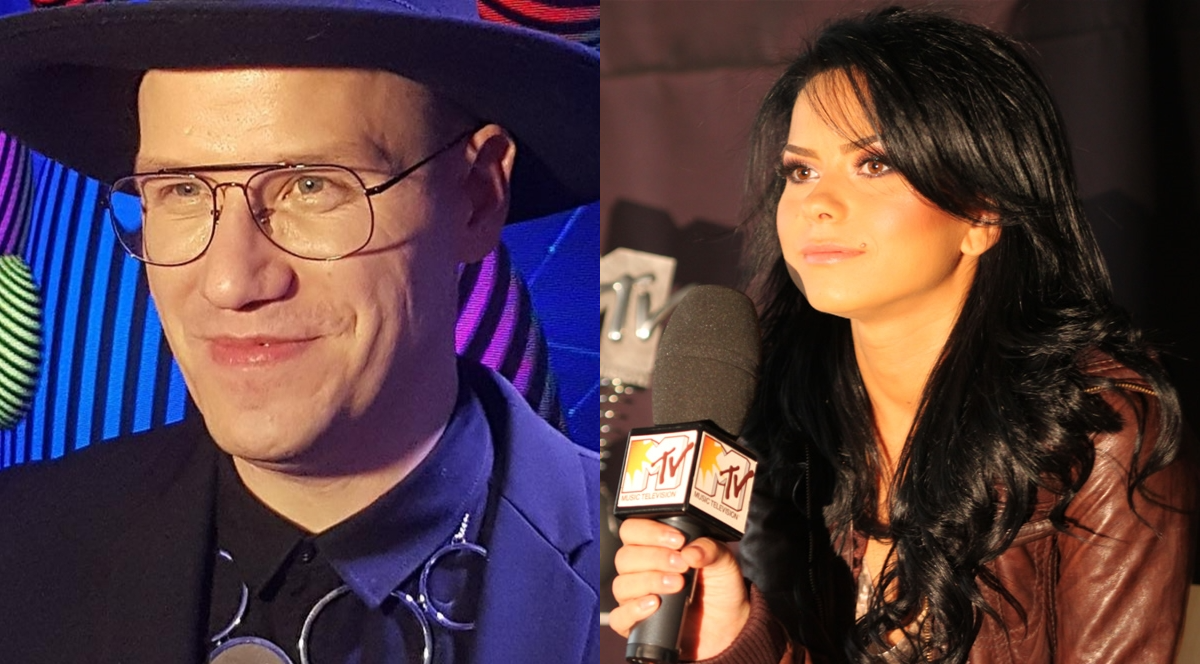
Gromee (izquierda) e Inna (derecha) trabajaron juntos para la grabación de «Cool Me Down».

El DJ y productor polaco Gromee ha confesado ser un admirador de los trabajos de la cantante rumana Inna por un largo tiempo y decidió enviarle una maqueta de «Cool Me Down», con la esperanza de una posible colaboración. La artista accedió y la reunión de grabación estaba pautada para realizarse en el estudio personal de Gromee en Cracovia, Polonia, pero debido a la pandemia de COVID-19, la pista se completó en línea por medio de un intercambio de archivos. En un principio, Gromee no estaba satisfecho con la interpretación vocal de Inna por lo que, según comentó la propia intérprete durante una entrevista, tuvo que grabar la canción varias veces. «Cool Me Down» fue escrita por el DJ junto con Nicholas Audino, Moa Hammar, Lewis Hughes, Cassandra Ströberg y Te Whiti Warbrick, y se estrenó como sencillo en formato digital y streaming en varios países el 23 de abril de 2021 a través de Sony Music Entertainment. Tanto Gromee como Inna anunciaron previamente el lanzamiento del sencillo y revelaron la portada oficial en sus respectivas redes sociales.

## Composición y recepción
Un periodista de la estación de radio polaca RMF FM afirmó que «Cool Me Down» tenía un «estribillo fascinante» y que estaba destinada a convertirse en la canción del verano, mientras que Raluca Chirilă, de InfoMusic, señaló que el tema «encaja perfectamente en una lista de reproducción navideña» por su «ritmo dinámico [...] y su aura de club». Jonathan Vautrey, de Wiwibloggs, comentó que Gromee «ofrece una melodía pegadiza dance en la que Inna complementa con su propio estilo; también añadió que «Cool Me Down» trata acerca de la «feroz pasión que sienten dos personas con cualidades claramente idénticas». Desde el punto de vista comercial, la canción fue un éxito moderado; alcanzó los puestos número dos, 12 y 147 en las listas de Polonia, República Checa y la Comunidad de Estados Independientes, respectivamente. También obtuvo un disco de oro otorgado por la Sociedad Polaca de la Industria Fonográfica (ZPAV), al vender 25.000 unidades.

## Video musical y promoción
Gromee publicó el video musical oficial de «Cool Me Down» a través de su canal en YouTube el 23 de abril de 2021, filmado por Maciej Zdrojewski, quien también fue el director de fotografía. Para el rodaje también colaboraron las compañías Moon Films y Loops Productions, ATM fue responsable del equipo de filmación, Magda Betlejewska se desempeñó como productora ejecutiva, Piotr Fryta Kornobis como jefe de producción, Monika Mierzejewska como la asistente de producción, Adam Jedynak como asistente de cámara, Mariusz Pieńkoś como iluminador y encargado del heliógrafo, Aleksandra Przyłuska como artista de maquillaje y Yellowoz con Filip como asistentes de escenografía. El videoclip muestra a Inna con un atuendo negro y plateado junto con tomas intercaladas de Gromee en el escenario. Para una mayor promoción, Inna interpretó «Cool Me Down» durante su serie en Youtube Summer Live Sessions, así como en el evento Polsatu, auspiciado por RMF FM y el canal polaco del mismo nombre, junto con Gromee en agosto de 2021.

## Formatos
| Descarga digital y streaming |                                   |          |  |
| N.º                          | Título                            | Duración |  |
| 1.                           | «Cool Me Down»                    | 2:43     |  |
| 2.                           | «Cool Me Down» (Extended Version) | 3:46     |  |

## Posicionamiento en listas
| Comunidad de Estados Independientes | Tophit                 | 147 |
| Polonia                             | Polish Airplay Top 100 | 2   |
| República Checa                     | Rádio Top 100          | 12  |

| Polonia | ZPAV | 33 |

## Certificaciones
| País | Certificación | Ventas |
| --- | ------------- | ------ |
| Polonia (ZPAV) | Oro           | 25,000 |
| *cifras de ventas basadas únicamente en la certificación xcifras no especificadas basadas únicamente en la certificación |               |        |

## Historial de lanzamiento
| País  | Fecha               | Formato(s)                 | Discográfica | Ref.  |
| ----- | ------------------- | -------------------------- | ------------ | ----- |
| Mundo | 23 de abril de 2021 | Descarga digital streaming | Sony         | [ 4 ] |